# Gfinity
La Gfinity est une compétition d'ESport Call of Duty organisée par la MLG. Elle a eu lieu à deux reprises : la première fois sous le nom de Gfinity et la deuxième fois sous le nom de Gfinity G2. Elles se sont toutes deux déroulées sur le jeu Call of Duty: Black Ops 2 et ont réuni les meilleures équipes du monde,,.
Le tournoi se déroule sur deux jours et rassemble uniquement les équipes américaines et européennes (pionnières du domaine). 

## Première édition
La Gfinity G1 a eu lieu les 13 et 14 juillet 2013 à Londres en Angleterre. 55 000 $ de dotations se sont partagés ainsi[réf. nécessaire] :
| Rang | Prix     | Équipe       |
| ---- | -------- | ------------ |
| 1er  | 30 000 $ | compLexity   |
| 2e   | 15 000 $ | TCM          |
| 3e   | 5 000 $  | OpTic Gaming |
| 4e   | 5 000 $  | Impact       |
| 5e   | 0 $      | Curse EU     |
| 6e   | 0 $      | Ozone Giants |
| 7e   | 0 $      | aAa          |
| 8e   | 0 $      | Prophecy     |

## Seconde édition
La Gfinity G2 a eu lieu les 12 et 13 octobre 2013 à Londres en Angleterre. 70 000 $ de dotations se sont partagés ainsi[réf. nécessaire] :
| Rang | Prix     | Équipe       |
| ---- | -------- | ------------ |
| 1er  | 30 000 $ | compLexity   |
| 2e   | 15 000 $ | Epsilon      |
| 3e   | 6 000 $  | Team Kaiber  |
| 4e   | 5 000 $  | EnVyUs       |
| 5e   | 2,500 $  | Team infused |
| 6e   | 2,500 $  | Millenium    |
| 7e   | 2 500 $  | Aware Gaming |
| 8e   | 2 500 $  | UNiTE Gaming |

Cette seconde édition a vu l'équipe américaine compLexity l'emporter pour la seconde fois consécutive en deux éditions, ce qui en fait l'unique gagnante.